# Porphyrinia ochreola
Porphyrinia ochreola là một loài bướm đêm trong họ Noctuidae.